# Chương trình phát hành cổ phiếu cho người lao động
Chương trình phát hành cổ phiếu cho người lao động (tiếng Anh: Employee Stock Ownership Plan; viết tắt: ESOP) là kế hoạch trong đó cổ phiếu được phát hành theo chương trình lựa chọn cho người lao động của một công ty đại chúng. Cổ phiếu ESOP là một loại cổ phần ưu đãi mà công ty chỉ bán ưu đãi cho người lao động với giá rẻ hơn giá thị trường và thường đi kèm với việc hạn chế chuyển nhượng (tùy thuộc vào điều lệ của công ty và nghị quyết của Hội đồng cổ đông). Đây vốn là một trong những phương pháp thúc đẩy sự tham gia của người lao động vào quyền sở hữu cổ phần trong công ty.
Theo Hiệp hội ESOP, một tổ chức thương mại quốc gia có trụ sở tại thủ đô Washington, DC (Hoa Kỳ), thì lý do phổ biến nhất cho việc thiết lập chương trình ESOP là để mua cổ phiếu từ những người chủ sở hữu của một công ty đóng. Nhiều công ty đóng có rất ít hoặc không có nổi một chương trình thành công tại chỗ. Kết quả là, ngày mà nhà sáng lập hoặc cổ đông chủ chốt rời bỏ doanh nghiệp thường để lại hậu quả bất lợi đáng kể cho phía công ty, đội ngũ công nhân viên và cả người chủ đang rời đi. Chương trình ESOP đề xuất khả năng thích ứng thời kỳ quá độ để có thể tạo điều kiện thuận lợi cho chương trình diễn ra thành công. Các nhà sáng lập và cổ đông chính có thể đem bán tất cả cổ phần của họ tại một thời điểm, hoặc đem bán phần trăm nào đó số cổ phần của họ theo lộ trình mà họ lựa chọn. Do đó, sự chuyển đổi quyền lãnh đạo có thể xảy ra nhanh hay chậm như người chủ mong muốn.